# Ole Selnæs
Ole Kristian Selnæs, född 7 juli 1994, är en norsk fotbollsspelare som spelar för den schweiziska klubben FC Zürich.

## Klubbkarriär
I februari 2019 värvades Selnæs av kinesiska Shenzhen.

## Landslagskarriär
Selnæs debuterade för Norges landslag den 24 mars 2016 i en 0–0-match mot Estland, där han blev inbytt i den 65:e minuten mot Håvard Nordtveit.